# Secret Girlfriends
Secret Girlfriends (くちびるためいきさくらいろ, Kuchibiru Tameiki Sakurairo) est une anthologie de mangas one shots yuri de l'artiste japonaise Milk Morinaga. Les histoires sont indépendantes, mais comme à l'habitude de l'auteur, se déroulent dans des écoles pour filles.

## Synopsis
L'histoire raconte la vie de plusieurs filles inscrites dans le lycée pour fille de Sakurakai et celui de Touhou, les hauts et les bas de leurs vies amoureuses. Alors que les histoires sont indépendantes les unes des autres, certaines filles font des apparitions dans des histoires qui ne sont pas centrées sur elles.

## Personnages
Nana Kobayashi (Kobayashi Nana)
Nana est une joyeuse lycéenne qui a rencontré Hitomi Fujimori dans son enfance, et est amie avec elle depuis. Au moment de passer du collège au lycée, Hitomi convainc Nana de passer les examens d'entrée du lycée Sakurakai en raison de l'uniforme qui s'y porte, mais Hitomi n'y va pas elle-même. Après leur séparation, Nana continue de penser à sa relation avec Hitomi. C'est une des personnages principales de l'anthologie et plusieurs chapitres sont consacrés à son histoire avec Hitomi.
Hitomi Fujimori (Fujimori Hitomi)
Hitomi est la meilleure amie de Nana, et celle qui l'a convaincue de passer les examens d'entrée du lycée Sakurakai. Toutefois, Hitomi se retrouve dans le lycée Touhou, et donc séparée de son amie Nana. Elle fait partie de l'équipe de basket-ball et a plusieurs fans parmi ses kōhais. C'est le second personnage principal de l'anthologie, et plusieurs chapitres sont consacrés à son histoire avec Nana.
Natsuka Katō (Katō Natsuka)
Natsuka est une fantôme qui réside dans le lycée Sakurakai qu'elle a fréquenté avant de déménager et finalement mourir. Elle aime passer son temps dans l'infirmerie car elle peut y observer l'infirmière Komatsu, dont elle est tombée amoureuse lorsqu'elles fréquentaient toutes les deux le lycée.
Narumi Abe (Abe Narumi)
Narumi est membre du club de théâtre de l'école et a été choisie pour jouer le rôle de la princesse dans la pièce de l'école. Tachibana, une senpai qu'elle admire et apprécie énormément joue quant à elle le rôle du prince.
Chisato Suzuki (Suzuki Chisato)
Chisato connaît Mizuki depuis des années maintenant, même si elle ne la connaît pas très bien. Lors de leur première année au lycée, Chisato a proposé à Mizuki de l'aider à cacher un suçon, mais celle-ci a refusé. Deux ans plus tard, Chisato rêve encore de Mizuki pendant la nuit.
Chiharu ()
Chiharu est devenue amie avec Eri lorsqu'elles se sont retrouvées dans la même classe au lycée. Elle est tombée sous son charme lorsqu'elle l'a vue jouer de la flûte et s'est rapprochée d'elle depuis ce moment. Elle adore manger les pâtisseries qu'Eri prépare, mais n'ose pas lui avouer ses sentiments, de peur de la perdre.
Eri ()
Eri est une flûtiste et ex-membre du groupe de musique de l'école. Après s'être blessée un bras, elle ne pouvait plus jouer de flûte et a donc commencer à faire des pâtisseries.
Nozaka ()
Nozaka est une des membres du club de littérature, et elle écrit des histoires d'amour au style pur et innocent pour le magazine de littérature de l'école.
Michiru Endō (Endō Michiru)
Michiru a commencé à lire les histoires de Nozaka et a fini par tomber amoureuse d'elle. Elle a alors rejoint le club de littérature pour pouvoir être plus proche d'elle. Un jour, elle lui avoue son amour et lui propose de sortir avec elle.

## Manga
Les cinq premiers chapitres ont été sérialisés dans le magazine Yuri Shimai du groupe Sun Magazine entre le 28 juin 2003 et le 17 novembre 2004. Lorsque la parution de Yuri Shimai s'est arrêté, les deux derniers chapitres ont été publiés dans le magazine successeur, Comic Yuri Hime d'Ichijinsha, le 18 juillet 2005 et le 18 octobre 2005. Ichijinsha a regroupé ces sept chapitres en un premier tankōbon sorti le 18 janvier 2006. Morinaga a repris la série lors de la parution d'octobre 2011 du magazine Comic High! de Futabasha, et a continué jusqu'au numéro de février 2012. Futabasha a publié l'intégrale des chapitres en deux volumes sortis le 12 avril 2012. En France, c'est Taifu Comics qui dispose des droits et a traduit l'intégral de Futabasha en deux volumes sortis le 15 novembre 2012 et le 24 janvier 2013.

### Liste des volumes

#### Première édition
| no | Japonais        | Japonais          |
| no | Date de sortie  | ISBN              |
| -- | --------------- | ----------------- |
| 1  | 18 janvier 2006 | 978-4-7580-7001-0 |

#### Seconde édition
| no | Japonais       | Japonais          | Français         | Français          |
| no | Date de sortie | ISBN              | Date de sortie   | ISBN              |
| -- | -------------- | ----------------- | ---------------- | ----------------- |
| 2  | 12 avril 2012  | 978-4-575-84058-2 | 15 novembre 2012 | 978-2-3518-0677-7 |
| 3  | 12 avril 2012  | 978-4-575-84059-9 | 24 janvier 2013  | 978-2-3518-0694-4 |

## Réception
Secret Girlfriends a été élu Import du Mois par Anime News Network en octobre 2007. Le site l'a félicité pour être « mignon à faire fondre le cœur — et pas dans le sens moe-moe sans cervelle, mais parce que les sentiments exprimés sont vraiment honnêtes »,. Toutefois, il a été noté que « ça peut être une œuvre émouvante, mais ça ne l’empêche pas de parfois plonger dans le domaine du mélodrame ringard »,.